# Hans Kamberger
Hans Kamberger (genannt Gleser, auch Hans Konberger, * im 15. Jahrhundert; † vor dem 11. November 1546) war ein deutscher Glasmaler.

## Leben
Hans Kamberger, auch Gleser genannt, war ein Sohn des Jakob Gleser aus Heidelberg und wahrscheinlich ein Neffe des Bildhauers Nikolaus Gleser. Eine erste Namensnennung findet sich in einem Vertrag mit Graf Krafft VI. von Hohenlohe, der sich von „Hans Gleser von Heidelberg, Jacob Glesers Sone“ ein Kirchenfenster und eine Wappenscheibe anfertigen ließ. Dieser Vertrag wurde im Jahr 1499 geschlossen. Eine weitere Namensnennung ist in einem Schreiben von 1507 zu finden, in dem dokumentiert ist, dass Herzog Ulrich von Württemberg „Hansen Konbergern, glaser zu Haidelberg“ ein Fenster für die Backnanger Stiftskirche bezahlte. Schließlich findet sich noch eine Erwähnung Kambergers aus dem Jahr 1509. Damals trat er in Speyer zusammen mit Lorenz Lechler als Bürge für den verstorbenen Hans Seyfer auf und beriet mit dessen Bruder Lenhart über die Fortführung der Arbeiten am Speyrer Ölberg, den der überraschend verstorbene Bildhauer unvollendet hinterlassen hatte. Möglicherweise sorgte er für die farbigen Glasbilder in den Dachgauben über dem Ölberg, die als eine Besonderheit dieses Werkes gerühmt wurden. Paul Kautzsch schreibt in seinem Beitrag zu Hans Gleser „Ob G. überhaupt Künstler war, ist unbekannt. An dem Speyrer Ölberg hat er jedenfalls nach den Urkunden nicht mitgearbeitet, […]“ 1516 schließlich wurde er aufgrund seiner Verdienste von allen bürgerlichen Pflichten in Heidelberg, allerdings nicht von der Steuerzahlung, befreit und 1523 war er am Kriegszug gegen Franz von Sickingen beteiligt. 1528 wurde er für ein Jahr Organisator und Verwalter des Schlossneubaus in Philippsburg und 1535 schließlich ernannte man „Hans Kambergern, gnant Glesern“ zum kurpfälzischen Zeugmeister.
Kamberger war zweimal verheiratet, in erster Ehe mit Brigitta Winther, der Tochter des Heilbronner Ratsherrn und Richters Heinrich Winther, genannt Meng. Das Ehepaar wird im Urkundenbuch der Stadt Heilbronn im Zusammenhang mit zu zahlenden Nachsteuern erwähnt. Die zweite Ehe schloss er mit Elizabeth, der Witwe Ulrich Nenningers. Sie war eine Tochter Hans Riessers und eine Nichte der ersten Ehefrau Kambergers. 1546 gab diese zweite Ehefrau Kambergers einen Pachtvertrag zurück, der mit dem Augustinerkloster in Heidelberg abgeschlossen worden war. Da bei diesem Rechtsgeschäft ihr Gatte nicht mehr erwähnt wurde, kann man das Datum als terminus ante quem für den Tod Hans Kambergers annehmen.

## Werke

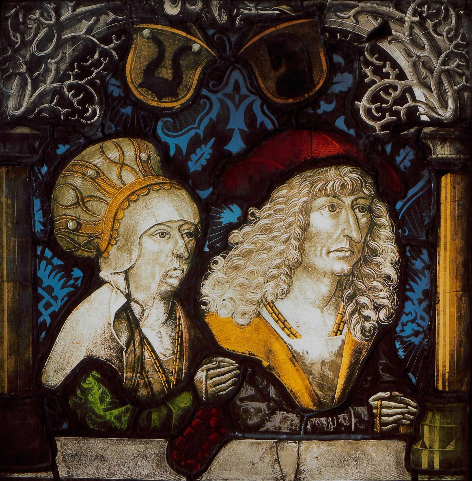
Anna von Memmersweiler und Dietrich von Plieningen

Außer den bereits erwähnten Werken Kambergers sind noch zwei Doppelporträts aufzuführen:
Die Stifterbilder des Humanisten Dietrich von Plieningen und seiner Ehefrau Anna von Memmersweiler aus der Pfarrkirche in Kleinbottwar werden mit einiger Sicherheit Hans Kamberger zugeschrieben. Sie befinden sich heute im Germanischen Nationalmuseum in Nürnberg und tragen die Inventarnummer MM109. Das 47 cm hohe und 37 cm breite Doppelbildnis wurde um 1500 in Heidelberg geschaffen. Es wurde aus weißen und farbigen Hüttengläsern zusammengesetzt und mit Schwarzlot, Silbergelb und Eisenrot bemalt. Dietrich von Plieningen und seine Ehefrau sind beide vom Betrachter aus gesehen nach rechts blickend dargestellt, was mit der ursprünglichen Positionierung des spätgotischen Bildnisses im nördlichen Chorfenster der Kleinbottwarer Kirche zusammenhängt, so dass die Blicke der Dargestellten ursprünglich in Richtung Chorachse bzw. auf den Hauptaltar gerichtet waren. Das Paar wird in Brustbildnissen gezeigt, flankiert von zwei Säulen, die eine Astwerkarkade tragen, an der die Wappenschilde der beiden Dargestellten hängen. Ihre Unterarme ruhen, bei gefalteten Händen, auf einer Steinbrüstung, die das Bild nach unten abschließt. Darunter befindet sich eine Tafel mit der Inschrift „theoderit(us) de plieningen leg[um professor et / eques] assessor iudicy camere re[alis et uxor sua / legitima] anna de mem(m)erswiler ha[nc fenestram in dei et sanc]toru(m) honore[m] fieri cura(ve)ru(n)t a[nno 1499]“. Als Vorbild dieser Stifterscheibe kann das etwa 15 Jahre ältere sogenannte Gothaer Liebespaar angenommen werden, das ebenfalls in Heidelberg geschaffen wurde.

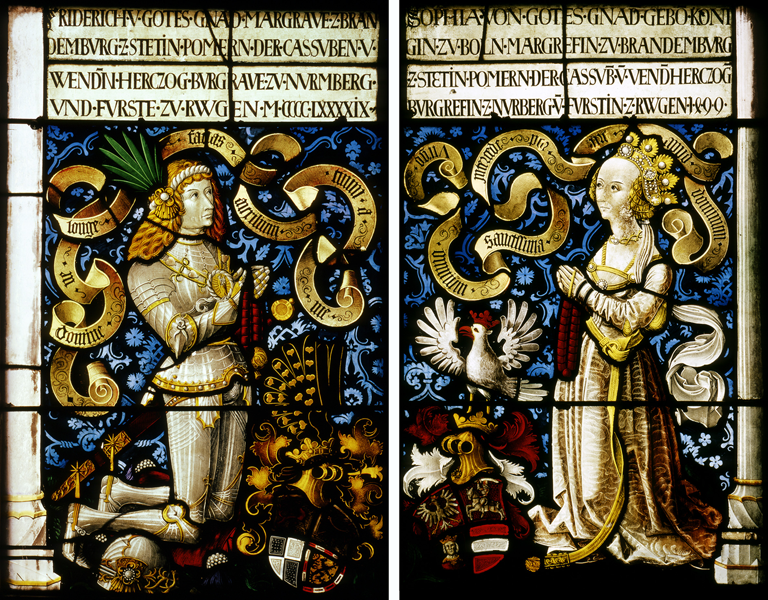
Friedrich der Ältere von Brandenburg-Ansbach und Sophia Jagiellonka

Ein weiteres Doppelbildnis Kambergers wurde für die Stadtkirche Langenburg geschaffen. Es zeigt den Markgrafen Friedrich den Älteren von Brandenburg-Ansbach und Sophia Jagiellonka. Das Paar kniet mit gefalteten Händen, jede Person ist von einem Schriftband umflattert. Das Band um den Markgrafen ist mit dem Text „domine, ne longe facias auxilium tuum a me“ versehen, während auf dem Schriftband um Sophia Jagiellonka die „virgo omnium sanctissima“ mit der Bitte „intercede pro me apud dominum“ angerufen wird.